# Claire Moyse-Faurie
Claire Moyse-Faurie (ur. 7 października 1949) – francuska językoznawczyni. Specjalizuje się w językach Wallis i Futuny oraz Nowej Kaledonii.
Od 1980 r. współpracowała z Centre national de la recherche scientifique (od 2001 r. dyrektor ds. badań, w latach 1992–1995 zastępca dyrektora organizacji Langues et Civilisations à Tradition Orale). Członkini Academia Europaea. W 2012 r. pełniła funkcję prezesa Société Linguistique de Paris.
W 2004 i 2005 oraz w 2013, 2014 i 2015 była profesorem uczelni Université de la Nouvelle-Calédonie. 

## Wybrane publikacje
- Pelelina Fakataulavelua i inni, Dictionnaire pratique Français-Wallisien [pdf], Mata Utu, Aix-en-Provence 2017 (fr.). Brak numerów stron w książce
- Claire Moyse-Faurie, Te lea faka’uvea, le wallisien, Paris: Peeters, 2016, ISBN 978-90-429-3376-7 (fr.). Brak numerów stron w książce
- Claire Moyse-Faurie, Gilbert Lazard, Linguistique typologique, Paris: Le Septentrion, 2005 (Sens et structures) (fr.). Brak numerów stron w książce
- Claire Moyse-Faurie, Grammaire du futunien, Nouméa: Centre de Documentation Pédagogique, 1997 (Université) (fr.). Brak numerów stron w książce
- Claire Moyse-Faurie, Le Xârâcùù, langue de Thio-Canala (Nouvelle-Calédonie). Éléments de syntaxe, Paris: Peeters-SELAF, 1995 (Langues et cultures du Pacifique) (fr.). Brak numerów stron w książce
- Claire Moyse-Faurie, Dictionnaire futunien-français, avec index français-futunien, Paris: Peeters-SELAF, 1993 (Langues et cultures du Pacifique), ISBN 978-2-87723-070-4 (fr.). Brak numerów stron w książce
- Claire Moyse-Faurie, Le Drehu, langue de Lifou (Iles Loyauté). Phonologie, morphologie, syntaxe, Paris: Société d’études linguistiques et anthropologiques de France, 1983 (fr.). Brak numerów stron w książce